# Branle Coupè
Der Branle coupé ist eine Familie von Branles als altfranzösischer Gruppentanz, die von Thoinot Arbeau in seiner Orchésographie (1589) beschrieben wird.
Die Branles Coupés sind „zusammengesetzt und durchmischt aus doubles, simples, pieds en l'air, pieds joints und sauts“, schreibt Arbeau. Sie sind in Tanzfolgen angeordnet und werden von den Musikern als branles de Champagne coupés, branles de Hainaut, branles d'Avignon usw. bezeichnet.

## Schritte
Jede Branle besitzt eine eigene Choreographie, die aus einer Kombination fester Schrittfolgen besteht. Oft besitzen Branles zwei Teile, die sich abwechseln.

### Branle simple
Der Branle simple kann nach links mit dem linken Fuß und nach rechts mit dem rechten Fuß getanzt werden. Auf zwei Schläge wird ein Schritt durchgeführt und auf den zweiten Schlag erfolgt eine Pause.
Branle simple links
Schritt auf linken Fuß
Rechter Fuß wird herangeholt und Fuß wird in der Luft gehalten
Branle simple rechts
Schritt auf rechten Fuß
Linker Fuß wird herangeholt und Fuß wird in der Luft gehalten
In der Regel ist der Branle simple nach links größer als der Branle simple rechts. In der Regel folgt der Branle simple rechts einem Branle simple/double nach links, so dass der rechte Fuß herangeholt wurde. Der rechte Fuß wird dann nur abgesetzt und der linke Fuß hochgenommen.

### Branle double
Der Branle double kann nach links mit dem linken Fuß und nach rechts mit dem rechten Fuß getanzt werden. Auf vier Schläge werden 3 Schritte durchgeführt und auf den vierten Schlag erfolgt eine Pause.
Branle double links
Schritt auf linken Fuß
Rechter Fuß wird direkt neben dem linken Fuß gesetzt
Schritt auf linken Fuß
Rechter Fuß wird herangeholt und Fuß wird in der Luft gehalten
Branle double rechts
Schritt auf rechten Fuß
Linker Fuß wird neben dem rechten Fuß gesetzt
Schritt auf rechten Fuß
Linker Fuß wird herangeholt und Fuß wird in der Luft gehalten
In der Regel wird der Branle double links größer getanzt als der Branle double rechts, so dass in Summe eine Bewegung der Kette nach links erfolgt.

### Sprung
In einigen Branles taucht ein Sprung auf, wo der freie Fuß zur Verzierung vorne getupft wird. Die Schritte erfolgen auf einer Zählzeit ohne anschließender Pause.
Sprung rechts
Sprung auf rechten Fuß; linker Fuß wird nach vorne gehalten oder ohne Belastung aufgesetzt
Sprung links
Sprung auf linken Fuß; rechter Fuß wird nach vorne gehalten oder ohne Belastung aufgesetzt

### Kapriole
Die Kapriole (von ital. capriola = Bocksprung) ist eine Sprungfigur, die mit beiden Füßen ausgeführt wird.
Der Tänzer springt mit beiden Füßen nach oben. Zur Verzierung wird der linke Fuß nach vorne bewegt und der rechte Fuß nach hinten. Geübte Tänzer versuchen bei der Figur die Knie nebeneinander zu halten, so dass der rechte Unterschenkel angewinkelt wird.

## Beschreibungen
Die von Arbeau beschriebene Folge von Branle coupé besteht aus Branle Cassandre, Pinagay, Charlotte, la Guerre und Aridan. Diese Tänze sind wie die meisten anderen Branles für Verzierungen anfällig. Im Folgenden werden auch weitere Branles beschrieben.
Im Folgenden werden verschiedene Branles als Kombination der obigen Grundschritte beschrieben. Als Abkürzungen werden verwendet:
| SL  | Sample links                                    |
| SR  | Sample rechts                                   |
| DL  | Double links                                    |
| DR  | Double rechts                                   |
| DrL | Drehung in 6 Schritten über die linke Schulter  |
| DrR | Drehung in 6 Schritten über die rechte Schulter |
| SpL | Sprung auf links                                |
| SpR | Sprung auf rechts                               |
| Sp  | Sprung mit beiden Füßen                         |
| K   | Kapriole                                        |

### Branle Cassandre
Die Branle Cassandre besteht aus zwei Teilen, A und B. Teil A wird einmal gespielt, Teil B wird zweimal gespielt.
Teil A (einmal)
DL - DR - DL - DR
Teil B (zweimal)
DL - DR - SL - DR
Noten und Melodie

### Branle Der Maia
Als traditionelles Stück aus dem Elsaß bekannt ist Der Maia von der Schrittfolge sehr ähnlich zur Branle Cassandre.
Die Branle besteht aus zwei Teilen A und B. Jede wird nur einmal getanzt.
Die Branle Cassandre besteht aus zwei Teilen, A und B. Jedes Teil wird nur einmal gespielt, dann beginnt es von vorne.
Teil A (einmal)
DL - DR - DL - DR
Teil B (einmal)
DL - DR - SL - DR

### Maître de la Maison
Der Text zu dieser Branle ist ein Spottlied über eine Familie, deren Familienmitglieder nicht zu Hause anzutreffen sind.
Der Branle Maître de la Maison besteht aus zwei Teilen A und B, die jeweils einmal wiederholt werden.
Teil A (zweimal)
DL - DR - DL - DR - SL - SR - SL - SR - DrL
Teil B (zweimal)
DL - DR - DL - DR - SL - SR
Noten und Melodie zum Maître de la Maison.

### Branle d'Ecosse
Obwohl dies der schottische Branle ist, wird es keinen Bezug zu Schottland geben. Der Branle besteht aus zwei Teilen A und B.
Teil A (viermal)
DL - DR - SL - SR
Teil B (zweimal)
DL - SR - SL - DR - DL - SR - SpL - SpR - Sp - Kapriole
Der Sprung folgt auf beide Füße.
Als Abschluss des Teil B erfolgt ein Sprung, so dass die Knie nebeneinander bleiben, aber der linke Fuß nach vorne und der rechte Fuß nach hinten geknickt wird. Die Männer dürfen höher springen, während die Frauen nur dezent springen müssen. Dieser traditionelle Unterschied ist heutzutage aber nicht mehr relevant.

### L'Homme qui marche
Der Branle L'Homme qui marche (dt.: Der Wandernde) ist ein moderner Branle erstellt von Danyèle Besserer zu einer Musik von Gilles Péquignot. Die Besonderheit dieser Branle ist der ungerade Teil B. Normalerweise enden alle Teile von Branles so, dass die Tänzer zum Abschluss auf dem rechten Fuß stehen und den nächsten Teil wieder mit links beginnen können. Bei diesem Teil B endet der Schritt dagegen auf dem linken Fuß, so dass die Wiederholung des Teil B mit rechts beginnt.
Teil A (zweimal)
DL - DR - DL - DR
Teil B (zweites Mal gegengleich)
SL - SR - DL - SR - SL - DrR
SR - SL - DR - SL - SR - DrL

### Branle Pinagay
Die Branle Pinagay besteht aus zwei Teilen A und B, die nur einmal getanzt werden.
Teil A (einmal)
DL - DR - DL - DR
Teil B (einmal)
DL - SpR - DL - SpR - SpL - SpR

### Branle Charlotte
Die Branle Charlotte besteht aus zwei Teilen A und B.
Teil A (zweimal)
DL - SpR - SpL - DR
Teil B (einmal)
DL - SpR - SpL - SR - SpL - SpR - SL - SpR - SpL - DR

### Branle du Rat
Die Branle du Rat wird paarweise getanzt. Die Paare stehen sich in zwei Reihen gegenüber.
Teil A (zweimal)
DL - DR - DL - DR
Teil B (zweimal) mit Platzwechsel
SpL - SpR - SpL - SpR
Im zweiten Teil erfolgen die Sprünge wie normale Sprünge, ohne das freie Bein nach vorne zu setzen. Die Tänzer gehen leicht in die Knie. Die ersten beiden Sprünge sind am Platz. Beim dritten Sprung drehen die Tänzer auf den rechten Fuß und der Sprung auf den linken Fuß erfolgt auf die Linie des Partners. Der vierte Sprung (auf rechts) erfolgt auf der neuen Linie nach rechts. Beim Platzwechsel tanzen die Partner Rücken-an-Rücken aneinander vorbei.

### Branle des Pois
Die Branle des Pois wird paarweise im Kreis getanzt. Die Schritte werden nur für beide Positionen in unterschiedlicher Reihenfolge durchgeführt, diese werden im Folgenden als L(eader) und F(ollower) bezeichnet. Wie bei den anderen Branles besteht diese Branle des Pois aus den Teilen A und B.
Teil A (einmal)
DL - DR - DL - DR
Teil B (zweimal)
L(Sp) - F(Sp) - L(Sp - Sp - Sp) - F(Sp) - L(Sp) - F(Sp - Sp - Sp)
Wird ein Sprung durchgeführt, wird hier ein weiter Sprung nach links durchgeführt. Bei drei Sprüngen werden dies deutlich kleiner nach links ausgeführt.